# Кардинг
Кардинг (англ. carding) — рід шахрайства, при якому проводиться операція з використанням платіжних карток або їхніх реквізитів, яка не ініційована або не підтверджена її власником.
Реквізити платіжних карток, як правило, беруть зі зламаних серверів інтернет-магазинів, платіжних і розрахункових систем, а також з персональних комп'ютерів (або безпосередньо, або через програми віддаленого доступу, так звані «трояни» або «черв'яки»).
Крім того, найпоширенішим методом крадіжки номерів платіжних карток на сьогодні є фішинг — створення шахраями сайту, який буде користуватися довірою в користувача, наприклад: сайт, схожий на сайт банку користувача, через який і крадуться реквізити платіжних карток.
Одним з наймасштабніших злочинів в області кардингу вважається випадок злам глобального процесингу кредитних карток Worldpay та крадіжка за допомогою його даних більше ніж 9 мільйонів доларів США. У листопаді 2009 р. у цій справі були пред'явлені звинувачення злочинній групі, що складається з громадян СНД.
Окремим випадком кардингу є скімінг, при якому використовується скімер — інструмент зловмисника для зчитування, наприклад, магнітної доріжки платіжної картки.

## Заходи захисту
Для запобігання незаконних списань по банківській картці рекомендується застосовувати такі заходи безпеки[джерело?]:
- не передавати свою картку в чужі руки, стежити за тим, щоб картка використовувалася лише за призначенням (щоб неможливо було застосувати портативний скімінговий пристрій, захований під одягом, наприклад, офіціанта або працівника автозаправних станцій, продавця магазину тощо);
- проявляти пильність і уважність при користуванні банкоматом, звертати увагу на нестандартні елементи конструкції — накладну клавіатуру, що використовується для зчитування PIN-коду. У разі скімінгу така клавіатура розташовується, як правило, вище рівня корпусу банкомату, легко від неї відділяється і, найчастіше, під накладною можна побачити частину оригінальної;
- звертати увагу на встановлені мікро-відеокамери на самому банкоматі, які можуть бути змонтовані як в козирку банкомату, так і замасковані під супутні предмети банкомату, наприклад, рекламні матеріали;
- мінімізувати випадки використання банківської картки в місцях, що викликають підозру. По можливості, використання банківської картки в приміщеннях, які добре проглядаються;
- зняття готівкових коштів та інші банківські операції, по можливості, проводити в одному і тому ж банкоматі, запам'ятавши його зовнішній вигляд;
- по можливості, набирати пін-код швидко, використовуючи кілька пальців руки відразу — так зловмисникам буде складніше розпізнати ваші рухи. По можливості, прикривати набирання пін-код іншою рукою, сумочкою або будь-якими іншим предметом;
- якщо банк-емітент банківської картки має в своєму сервісі послугу швидкого попередження власника картки про факти списання (наприклад, за допомогою СМС)
- інформацію про PIN-код, смс пароль, букв і цифр зі зворотного (не лицьового боку карти) не передавати знайомим і незнайомим людям;
- використовувати банківські картки з вбудованим мікрочипом.

## Шиммінг (різновид скімінгу)
Шиммінг являє собою різновид скімінгу. У цьому разі в картридер банкомату поміщається електронний пристрій (шиммер), що дозволяє отримати інформацію про банківську картку. Товщина шиммера — близько 0,2 мм[джерело?]. Зовнішнє визначення використання шиммера вкрай ускладнене. Єдиним дієвим захистом від шіммингу є застосування чипових платіжних карток.